# Lijst van nummer 1-hits in Nieuw-Zeeland in 2017
Deze hits stonden in 2017 op nummer 1 in de RIANZ Top 40, de bekendste hitlijst in Nieuw-Zeeland.
| Datum        | Artiest                                             | Titel                    |
| ------------ | --------------------------------------------------- | ------------------------ |
| 2 januari    | Bruno Mars                                          | 24K Magic                |
| 9 januari    | Clean Bandit, Sean Paul & Anne-Marie                | Rockabye                 |
| 16 januari   | Ed Sheeran                                          | Shape of You             |
| 23 januari   | Ed Sheeran                                          | Shape of You             |
| 30 januari   | Ed Sheeran                                          | Shape of You             |
| 6 februari   | Ed Sheeran                                          | Shape of You             |
| 13 februari  | Ed Sheeran                                          | Shape of You             |
| 20 februari  | Ed Sheeran                                          | Shape of You             |
| 27 februari  | Ed Sheeran                                          | Shape of You             |
| 6 maart      | Ed Sheeran                                          | Shape of You             |
| 13 maart     | Lorde                                               | Green Light              |
| 20 maart     | Ed Sheeran                                          | Shape of You             |
| 27 maart     | Ed Sheeran                                          | Shape of You             |
| 3 april      | Ed Sheeran                                          | Shape of You             |
| 10 april     | Ed Sheeran                                          | Shape of You             |
| 17 april     | Ed Sheeran                                          | Shape of You             |
| 24 april     | Kendrick Lamar                                      | Humble                   |
| 1 mei        | Kendrick Lamar                                      | Humble                   |
| 8 mei        | Kendrick Lamar                                      | Humble                   |
| 15 mei       | DJ Khaled, Justin Bieber, Quavo & Chance the Rapper | I'm the One              |
| 22 mei       | DJ Khaled, Justin Bieber, Quavo & Chance the Rapper | I'm the One              |
| 29 mei       | Luis Fonsi, Daddy Yankee & Justin Bieber            | Despacito (Remix)        |
| 5 juni       | Luis Fonsi, Daddy Yankee & Justin Bieber            | Despacito (Remix)        |
| 12 juni      | Luis Fonsi, Daddy Yankee & Justin Bieber            | Despacito (Remix)        |
| 19 juni      | Luis Fonsi, Daddy Yankee & Justin Bieber            | Despacito (Remix)        |
| 26 juni      | Luis Fonsi, Daddy Yankee & Justin Bieber            | Despacito (Remix)        |
| 3 juli       | Luis Fonsi, Daddy Yankee & Justin Bieber            | Despacito (Remix)        |
| 10 juli      | Luis Fonsi, Daddy Yankee & Justin Bieber            | Despacito (Remix)        |
| 17 juli      | Luis Fonsi, Daddy Yankee & Justin Bieber            | Despacito (Remix)        |
| 24 juli      | Luis Fonsi, Daddy Yankee & Justin Bieber            | Despacito (Remix)        |
| 31 juli      | Luis Fonsi, Daddy Yankee & Justin Bieber            | Despacito (Remix)        |
| 7 augustus   | Luis Fonsi, Daddy Yankee & Justin Bieber            | Despacito (Remix)        |
| 14 augustus  | Luis Fonsi, Daddy Yankee & Justin Bieber            | Despacito (Remix)        |
| 21 augustus  | Luis Fonsi, Daddy Yankee & Justin Bieber            | Despacito (Remix)        |
| 28 augustus  | Macklemore & Skylar Grey                            | Glorious                 |
| 4 september  | Taylor Swift                                        | Look What You Made Me Do |
| 11 september | Taylor Swift                                        | Look What You Made Me Do |
| 18 september | Sam Smith                                           | Too Good at Goodbyes     |
| 25 september | Khalid                                              | Young Dumb & Broke       |
| 2 oktober    | Post Malone & 21 Savage                             | Rockstar                 |
| 9 oktober    | Post Malone & 21 Savage                             | Rockstar                 |
| 16 oktober   | Post Malone & 21 Savage                             | Rockstar                 |
| 23 oktober   | Post Malone & 21 Savage                             | Rockstar                 |
| 30 oktober   | Post Malone & 21 Savage                             | Rockstar                 |
| 6 november   | Post Malone & 21 Savage                             | Rockstar                 |
| 13 november  | Post Malone & 21 Savage                             | Rockstar                 |
| 20 november  | Post Malone & 21 Savage                             | Rockstar                 |
| 27 november  | Post Malone                                         | I Fall Apart             |
| 4 december   | Post Malone                                         | I Fall Apart             |
| 11 december  | Ed Sheeran & Beyoncé                                | Perfect Duet             |
| 18 december  | Ed Sheeran & Beyoncé                                | Perfect Duet             |
| 25 december  | Ed Sheeran & Andrea Bocelli                         | Perfect Symphony         |